# Parafia św. Bartłomieja Apostoła w Jerzmanowicach
Parafia św. Bartłomieja Apostoła w Jerzmanowicach – rzymskokatolicka parafia, położona w dekanacie sułoszowskim, diecezji sosnowieckiej.
Utworzona w 1338 roku.